# Sigurd Jorsalfar
Sigurd Jorsalfar (eller Sigurd I Magnusson ca. 1090 – 26. marts 1130 i Oslo) var søn af kong Magnus Barfod. Han regerede Norge fra 1103 til 1123 sammen med sine halvbrødre, Olav Magnusson (1103-1115) og Øystein Magnusson (1103-1123). Fra 1123 til sin død i 1130 var han enekonge.
Sigurd fik tilnavnet "Jorsalfar" fordi han tog på korstog til Jerusalem ("Jorsal").

## Opvækst
I 1088 var Olav Kyrre konge i Norge. Samme år fik hans 15-årige søn Magnus Barfod sønnen Øystein Magnusson med en navnløs kvinde "af lav byrd". Året efter fik Magnus sønnen Sigurd med Tora, som ifølge Orderic Vitalis (1075-1142?)  var en tilfangetaget englænderinde. Ifølge Heimskringla lod Tora tungen skære af en fattig ung mand, Kolbein, kun fordi han havde spist et halvt stykke kød fra hendes fad.  Allerede som 16-årig havde Magnus Barfod skaffet kongeriget to mandlige tronarvinger. Sigurd voksede op et andet sted i landet, ifølge Orderic Vitalis hos Tore Ingeridsson, der også havde været fosterfar for hans far Magnus. Derfra hentede hans far ham i 1098. Far og søn rejste til Orknøerne sammen med ledingen, den norske flåde udkommanderet fra hele kysten. Øgruppen var under norsk overherredømme, styret af jarlene Pål og Erlend. Magnus Barfod erstattede dem nu med den otteårige Sigurd. 
Kong Magnus fortsatte med at erobre Suderøerne og Anglesey efter at have dræbt den normanniske baron Hugh af Shrewsbury. Til sidst indgik han en fredsaftale med den skotske kong Edgar, om at Orknøerne, Suderøerne og alle øer mellem Skotland og Irland skulle tilhøre Magnus. Målet var et kongedømme i vest med hans søn Sigurd som hersker, mens den ældste søn Øystein skulle regere i Norge. I efteråret 1098 rejste kong Magnus hjem til Norge. Den otteårige Sigurd sad tilbage på Orknøerne. I 1102 kom hans far tilbage med store styrker og etablerede en base på Man. Herfra hærgede han den irske kyst. Til sidst indgik han en fredsaftale med kong Muirchertach i Dublin og giftede sin søn Sigurd bort til den irske konges datter, Biadmuin, på norrønt kaldt "Bjaðmunjo" og "Bjaðmynja", måske en forvanskning af gælisk "Bébinn", et navn kendt fra Brian Borus mor.  Brudgommen var tolv år, brudens alder er usikker.
Magnus Barfod fortsatte sin hærgen i de dele af Irland, der ikke var kontrolleret af kong Muirchertach. Ifølge Orderic Vitalis indledte han et samarbejde med en handelsmand i Lincoln, som aftog kongens krigsbytte og videresolgte det. Vinteren 1102/03 allierede Magnus og Muirchertach sig med en gruppe normanniske grever i et planlagt oprør mod Henrik 1. af England. I stedet blev Magnus dræbt i et baghold i Ulster. Overlevende hirdmænd tog den 13-årige Sigurd med hjem fra Orknøerne, mens hans kone blev tilbage.  Sigurd giftede sig senere igen uden at omtale eller have opløst sit første ægteskab.
Snorres skildring af konger i Heimskringla følger nærmest et standardskema, der beskriver dem som høje, kønne og retfærdige. Sigurd beskrives imidlertid som "mandig, men ikke smuk" og "fåmælt og som regel ikke venlig". Sigurd skal som lille dreng have været mærkelig stiv i kroppen, kunne ikke løbe på skøjter eller "være med i lege, der fordrer smidighed".  Men i Morkinskinna hedder det, at Sigurd var "en høj og stærk mand, mandig og smuk at se til, med helt sort hår"; 
og de frankiske krønikeskrivere Fulcher af Chartres og Albert af Aachen beskriver Sigurd ved ankomsten til Jaffa i Det hellige land som en høj, ung mand med kønne, jævne ansigtstræk. 

## En af tre konger
Tilbage i Norge blev Magnus Barfods tre sønner - Øystein på 14, Sigurd på 13 og Olav på 4 - indsat som konger. De havde forskellige mødre. Deres halvsøster, Ragnild Magnusdatter, vistnok født samme år som Sigurd, blev gift med den danske konge Harald Kesja (død 1145). I sit ægteskab fik hun sønnen Bjørn Jernside. Tre lendmænd rådede drengene og fik dem overtalt til at lette skattebyrden for landets stormænd. Sigurd blev valgt til leder for en ekspedition mod vest. Nogle høvdinge fik skibene bygget. Der blev ikke indkaldt til leding, mandskabet meldte sig frivilligt. Afrejsen var planlagt til 1106, da Sigurd var 16 år; men først i efteråret 1108 kom man afsted. En flåde på 60 skibe sejlede ud fra Vestnorge, sandsynligvis Bergen. Ifølge Morkinskinna havde Sigurd knapt en penning med;  men sandsynligvis kendte han til handelsmanden i Lincoln, der havde afsat hans fars krigsbytte, og derfor skyldte ham penge. Ifølge Annales Radingenses ankom Sigurd til England i 1108.
Denne handelsmand havde gemt Magnus Barfods krigsbytte i Lincoln. Efterhånden begyndte han at sælge af det, til han blev hentet af kong Henriks soldater og anklaget for at have skjult og solgt kong Magnus' skatte. Det benægtede han, men blev alligevel dømt for hæleri, mens kong Henrik ifølge Orderic Vitalis beslaglagde værdier for mere end 20.000 pund sølv. I efteråret 1108 sad handelsmanden fængslet i kælderen i Lincoln fæstning. Kongen var også i Lincoln, da han dikterede et brev derfra, ført i pennen af biskop Robert og stilet til ærkebiskop Anselm af Canterbury. Kong Henrik havde følt sig truet af kong Magnus; nu var Magnus' søn undervejs med 60 krigsskibe og et stort følge af krigere.  Morkinskinna fortæller, at kong Henrik modtog Sigurd med løfter om venskab: "Sandsynligvis behøver du mange penge til at udruste og gennemføre den færd, du har planlagt." Kong Henrik selv rejste til Rouen, mens Sigurd blev i England; de må have indgået en aftale. Krønikeskriveren William af Malmesbury skrev i 1125, at Sigurd og hans flåde fik kongens tilladelse til at overvintre og begav sig til Jerusalem i foråret, efter at have skænket vældige summer til "kirkerne". Det må tolkes, som kong Henrik har skænket Sigurd store beløb af de beslaglagte værdier i bytte mod, at Sigurd påtog sig at støtte pavekirkens ekspeditioner til Jerusalem. Henrik havde selv været under pres fra paven. Nu kunne han i stedet støtte Sigurd i at foretage sådan en ekspedition. 

## Korsfareren Sigurd
Sigurd må have forpligtet sig til at blive korsfarer. Det indebar at han afgav et højtideligt løfte foran en præst, helst en biskop, om at rejse for at kæmpe mod de vantro og besøge Gravkirken i Jerusalem. Blev rejsen fuldført, fik man tilgivelse for alle synder. Brød man løftet og vendte om undervejs, var det alvorligt. De, der vendte om under det første korstog, blev truet med bandlysning af paven og hånet af andre. Rejste man, var det almindeligt at overføre sine midler til kirker og klostre. I bytte fik man mønter til brug under rejsen og de gejstliges forbøn for en tryg rejse og for at sikre ens sjæl, hvis man omkom undervejs. Det kan forklare William af Malmesburys ord om Sigurds gaver til "kirkerne". Som andre pilgrimme måtte korsfarerne skrifte før afrejse. De fik så tildelt en pilgrimsstav og en skindpung til at hænge i bæltet. Korsfarerne adskilte sig fra andre pilgrimme ved at "tage korset". De måtte sy et stort kors på tøjet højt oppe på brystet eller skulderen som symbol på, at de ligesom Kristus var villige til at ofre sig. Efter fuldført opdrag blev korset flyttet fra brystet til mellem skuldrene. Vendte man hjem, måtte man også medbringe palmeblade som bevis for, at man havde været i Det hellige land. 
Korsfarerne behøvede ikke at følge de strenge fasteregler, der gjaldt for andre kristne. I Morkinskinna fortælles, at kong Sigurd efter hjemkomsten til Norge beordrede kød serveret i fasten. Aslak Hane, der havde fulgt ham til Jerusalem, rejste sig og sagde, at situationen var en anden den gang i Jerusalem, for da havde kongen korset på brystet og lov til at spise kød i fasten. Hvis historien er sand, er der ingen tvivl om, at Sigurd og hans mænd havde "taget korset". Ifølge sagaerne rejste han til Normandiet efter overvintringen i England; derfra var der udgået flere ekspeditioner til Bohemund 1. af Antiokias forfejlede korstog mod Konstantinopel. Sigurd satte kurs for kongeriget Jerusalem, der på denne tid var truet både af egyptiske fatimider fra syd, af tyrkerne fra nord og af kejser Alexios 1. i Konstantinopel.
Paschal 2. (pave fra 1099 til 1118) ivrede for at holde liv i korstogsånden.  Ifølge Annales Islandorum Regii begyndte de nordiske landes deltagelse i korstogene i 1096.  William af Malmesbury fortalte, at efter at pave Urban 2. havde holdt sin tale ved Clermont i november 1095, blev selv folk på de fjerneste øer grebet af hans budskab og tog afsted: "Waliseren forlod sin jagt; skotten sit fællesskab med lus; danskeren sit drikkegilde; nordmanden sin rå fisk"; men da den pavelige legat Adhemar af Le Puy skrev et brev hjem fra Antiokia i 1097 under det første korstog, havde mange stadig ikke opfyldt korsfarerløftet. Adhemar mindede om bandlysningen, hvis de ikke rejste; især 
rettede han trusselen mod folk fra Norden. I december 1099 bad Paschal 2. alle biskopper og abbeder om at iværksætte bandlysningen.

## Jakobslandet
Sensommeren 1109 forlod Sigurd og hans følge Normandiet. På vej mod syd blev et af skibene trukket ned i en malstrøm. 59 skibe lagde til i Galicien.
 Snorre fortæller, at den lokale jarl aftalte, at Sigurd og hans følge kunne købe mad vinteren igennem. Men så blev der madmangel, og jarlen flygtede. Kong Sigurd og hans mænd plyndrede jarlens kastel for mad og meget andet. Einar Skulason digtede i Sigurďardråpa 2:
Folkekongen som rådede for rige gævest på jorden,
i Jakobsland sit tilhold tog så den næste vinter. 
"Jakobslandet" var egnen omkring Santiago de Compostela. Ad floderne Ulla og Sar kunne man sejle op til havnebyen Padron 16 km sydvest for pilgrimsmålet. I 1109 var der borgerkrig i området, hvad der kan forklare, at madforsyningen svigtede. Ifølge Historia compostelana skiftede biskop Gelmirez parti ved årsskiftet 1109/10, da Sigurd overvintrede i hans område, og vendte sig imod tronarvingen, som han selv havde været fosterfar for, for at støtte drengens mor, dronning Urraca, og hendes ny mand, Alfonso af Navarra. Biskoppens svig vakte voldsomt raseri og optøjer både i Santiago de Compostela og landsbyerne deromkring. Det forklarer Einar Skulasons næste linjer:
 Jeg hørte, at hærkongen straffed’ svigen fra frække jarlen.
Blod den raske høvding hærfuglen gav at drikke.
Sigurd og hans mænd kan have stormet borgen, der tilhørte den svigefulde biskop af Santiago de Compostela. Da de var korsfarere, måtte bispen omskrives i kvadet til en jarl. Udenfor Portugals kyst blev følget overfaldet:
Elendige vikinger styred’ den vældige konge i møde.
Men i striden høvdingen fældte for fode fjenderne mange.
Ordet "vikinger" havde i samtiden intet med skandinaver at gøre. Det betød "pirater og sørøvere", og "vikinger" kunne ligeså godt betegne pirater fra Afrika og Asien. Kong Sigurd havde taget det meget ilde op, hvis nogen havde omtalt hans oldefar Harald Hardråde eller hans far Magnus Barfod som vikinger.  Henrik af Burgund holdt borgen i Sintra i foråret 1110, da Sigurd kom sejlende.
Djærvt imod Sintra-kastellet stormed’ den storgæve høvding.
Her af den hårde konge hærmænd fik stor skade,
fordi de nægted’ at modta’ den rette tro, som han bød dem.
En korsfarer på den tid tilbød normalt ikke hedninge frit lejde, hvis de lod sig omvende. Som regel ville det have drejet sig om jøder eller frafaldne kristne. Måske var der i Sintra mozarabere (spanske kristne, der talte arabisk, og derfor havde en egen liturgi og en ældre variant af latin som kirkesprog, begge dele godkendt af paven). Sigurd kan have taget mozaraberne for frafaldne og følt sig forpligtet til at tilbyde dem at vende tilbage til "den rette tro". De fremmede har måske ikke forstået, hvad han ville. I hvert fald sagde de nej, "og kong Sigurd dræbte alle sammen," fortæller Morkinskinna. Efter massakren rejste han videre til Lisboa, en by med 30.000 indbyggere. Halldor Skvaldre kvad i Udfarerdråpa 3:
Djærve kongsætling, du vandt den tredje sejr
syd ved byen Lisboa, da du kom i land.
Det lyder, som om de kom i kamp straks ved ankomst. Ifølge Morkinskinna var Lisboa halvt kristen og halvt hedensk; men skriftet nævner ikke, at grænserne mellem islam og kristendom havde eksisteret i Lisboa i 400 år, da Sigurd kom. På forhånd skal han have troet, at de kristne inde i byen ville støtte ham. Det fortælles, at nogle overgav sig og modtog troen; og at Sigurd bar rigdomme ned til skibene. Færden gik videre mod Middelhavet. Halldor Skvaldre nævner flere gange, at de sloges ved byer og borge - mens sagaerne får det til, at de erobrede og indtog de samme steder. I Udfarerdråpa 5 lød det:
Jeg hørte, at i én ødelagt by blev der udført gerninger,
til stor sorg for de hedenske kvinder, og folk måtte flygte.
Lige øst for Gibraltar kom vikinger mod dem; almoraviderne lod pirater hærge frit og beholde byttet, så længe de kun angreb almoravidernes fjender. Morkinskinna fortæller: "Her sloges han for femte gang, og det blev et stort slag med mange døde blandt hedningerne." 

## Formentera
Den første ø, de kom til i Middelhavet, var Formentera. Halldor Skvaldre fortæller i Udfarerdråpa 8:
Kongen lemlæstede hedningerne, som hastigt flygtede foran hæren.
Der lød grufuld jamren i hulen. Igen bød du døden til djævelens træller,
da du vandt den gamle fæstning. De ulykkelige pintes i ilden.
Med "djævlens trælle" mentes nordafrikanere. På Formentera holdt pirater til i en hule med flere indgange med fæstningsværk på forsiden. Spanske arkæologer mener, at det drejer sig om Cova des fum (= Ildhulen) på øens østlige side. Et lokalt sagn fortæller om pirater, som blev brændt levende her, efter at både blev sænket ned foran huleåbningen. Nogle år efter Sigurds ophold på øen sendte paven en ekspedition fra Pisa for at erobre de Baleariske Øer i håb om at få sat en stopper for piratvirksomheden fra øerne. Det tog dem over syv måneder at erobre den største by på Ibiza, og bagefter magtede de ikke at holde på den. En kilde fra 1125 tilføjer, at den norske kong Sigurd tidligere havde besøgt øgruppen og erobret nogle huler på Formentera. 
Morkinskinna beskriver, at hulen lå på forsiden af et bjerg. Det var så stejlt at klatre op til stenvæggen foran huleindgangen, at de, der var inde i den, ikke frygtede angribere. De bar kostbarheder udenfor, som de viste frem, og bad den norske konge om at komme op og hente dem. Sigurd lod så to skibsbåde trækkes op til bjerget over huleindgangene og fæstes med stærke trosser. Bådene var bemandet med bueskytter, og blev sænket ned langs bjerget i læ for dem i hulen. De sendte en storm af pile mod hedningerne, som havde dårlige skjolde og trak sig ind i hulen; men Sigurd og hans mænd kravlede op og fik brænde bragt ind i hulen, hvor de byggede et stort bål og satte ild til. Skjalden Torarin Stuttfell skrev: "Stridsklog konge bad karlene om at trække op på bjerget to begsorte både."  Sigurds mænd kan have fulgt en forhistorisk vej – senere brostensbelagt i to meters bredde af romerne og i dag kaldt Camo Romi - til toppen af bjerget, og sænket bådene ned forbi den mindre hule, som pavens ekspedition benyttede. Cova des fum ligger et godt stykke længere nede. Der er stenblokke, hvor man kunne fæste trosserne.  Snorre nævner, at Sigurd også besøgte "Manork", der måske skal forstås som Mallorca. Halldor Skvaldre sagde om det:
Det ottende slag blev siden stridt på grønne Manork. 
Snorre og Morkinskinna beretter, at Sigurd blev ønsket velkommen til Sikilø af den normanniske hertug Roger. På gildets syvende dag tog Sigurd hertugen i hånden og førte ham op i højsædet og gav ham kongenavn og ret til at være konge over hele Sikilø; indtil da havde der kun været jarler over dette rige. Men i 1110 var Roger 2. kun 14 år; hertug blev han først tyve år senere. Hans mor Teresa styrede i 1110 Sicilien ved hjælp af shia-muslimske bureaukrater, hun havde hentet fra Egypten. Nogle år senere giftede hun sig med kongen af Jerusalem, frankeren Balduin 2., og flyttede derhen; men da han viste sig at være homoseksuel, vendte hun tilbage til Sicilien. Snorre opremser også Roger 2.s berømte efterkommere og deres gerninger, men både navne og fakta er forkerte. Historikeren Halvdan Koht har forgæves prøvet at finde ud af, hvor Snorre fik alle sine misforståelser om normannerne fra. Snorre og Morkinskinna nævner også, at Sigurd besøgte Apulien på sin vej til Det hellige land. Der regerede Bohemond 1.,  som havde erobret Sicilien, og året forinden var vendt hjem efter sit mislykkede korstog mod Konstantinopel - sandsynligvis det korstog, Sigurd oprindeligt skulle have medvirket til. 

## Jerusalem og Jesu kors
I august 1110 sejlede kong Sigurd ind til Ashkelon med 55 skibe. Ifølge skjalden Einar Skulasson ankom de Akrsborg, som var norrønt for Akko; men sommeren 1110 var Akko belejret af egyptiske fatimider. Ifølge Albert af Aachen ankom Sigurd Ashkelon; og Fulcher af Chartres fortæller, at kong Balduin 1. af Jerusalem var i Akko, da han hørte om den norske konges ankomst, og at han da straks red mod nord for at møde ham.
Efter to år var nordmændene fremme i Det hellige land. Ifølge Albert af Aachen ville de straks erobre byen; men intet skete. Åbenbart havde Ashkelons indbyggere forskanset sig bag bymuren. For kong Balduin var problemet, at han manglede søstyrker til forsvar, når hans kystbyer blev angrebet. Tidligere havde de italienske bystater Genova, Pisa og Venedig trådt hjælpende til; men til gengæld forlangte de en tredjedel af byttet fra de erobrede byer og monopol på handelen i store dele af hans rige. For ham må 55 skibe fra Norge, fyldt med korsfarere, have fremstået som en gave fra himlen. Da han modtog Sigurd, var Balduin 52 år og generet af smerter i brystet efter at være ramt af en tyrkisk pil. Efter tidens skik kyssede de to konger hinanden på kinden. På latin bad Sigurd om at blive vist Jerusalems helligdomme. Balduin var mere interesseret i, hvilke kampe Sigurd ville deltage i. Ifølge Albert af Aachen svarede Sigurd med et bibelcitat om, at først skulle man søge Guds rige, så kom alt det andet bagefter. Han og hans hird begav sig på heste lånt af kong Balduin ud på den to dages ridetur op til Jerusalem 800 m over havet. Vejen var trang og stejl uden adgang til drikkevand i augustheden, med angreb af landevejsrøvere fra huler i bjergene. Angelsakseren Sæwulf, der havde foretaget den samme valfart i 1102, beskrev de rådnende lig langs vejen, af pilgrimme, der var bukket under. På spørgsmålet om, hvorfor ingen gravede de døde ned, svarede Sæwulf, at "da havde han gravet en grav for sig selv i stedet for den, der allerede var død."
Få dage før Sigurds ankomst til Jerusalem var byen blevet angrebet af 500 riddere fra Ashkelon. Der var ingen jøder i Jerusalem mere; de fleste var massakreret af korsfarere. Frem til 1102 løskøbte jøder i Kairo prominente jøder, der sad fanget i Jerusalem. Senere fik ingen jøder lov til at opholde sig i byen, men nogle boede i Tiberias og rundt om i Galilæa. Frankiske soldater åbnede byporten for Sigurds følge. Han og kong Balduin red side om side gennem Jaffa-porten lige ved Davids tårn. Hånd i hånd gik de ind i Gravkirken, som var ret ny, rejst omkring 1050 efter at den første gravkirke var revet ned af en egyptisk kalif i 1019. Kong Balduin havde indrettet al-Aqsa-moskeen til sin bolig; han var så ubemidlet, at han måtte sælge af blyet på bygningens tag. Inde i denne forfaldne tidligere moské holdt han et flere dages gilde for den norske konge og forærede ham en splint af Jesu kors, der blev båret foran hæren i strid. Der var en egen gruppe riddere til at passe på korset under kampene. Ifølge Fulcher af Chartres havde Balduin i 1102 været uforsigtig nok til at begynde en kamp, før korset var på plads, og havde derved lidt et frygteligt nederlag. Ifølge sagaerne måtte Sigurd som tak for gaven sammen med tolv af sine mænd sværge på, at han skulle oprette et ærkebispedømme i sit hjemland, opbevare korssplinten på det samme sted som Hellig-Olav og indføre tiende i Norge. Disse sagatekster er skrevet få år efter oprettelsen af ærkebispesædet i Nidaros, mens man forsøgte at etablere Hellig-Olav som helgen i hele Norge, og er skrevet med dette for øje.
I sagaen om Sigurd Jorsalfar - som den gengives i håndskriftet Hulda - fortælles, at da Konstantin den Stores mor fandt Helena Jesu kors, fik hun det savet i to dele på langs. Den forreste del, som var stænket af Kristi blod, lod hun ifølge sagaen tilbage i Jerusalem; mens den bagerste halvdel, som havde været længst væk fra Kristus, fik hun sendt til sin søn i Miklagard. Den korssplint, kong Sigurd fik som gave af kong Balduin 1. i Jerusalem, var dermed - ifølge sagaen - fra den del af korset, Kristus havde stænket med sit blod.

## Erobringen afSidoni 1110
Kong Sigurd og hans mænd red ned til Jordanfloden, hvor de lagde sig i vandet, hvor Jesus var døbt, mens flere præster bad for dem. Undervejs passerede de Jeriko og sørgede for at plukke de palmeblade, pilgrimme skulle have med hjem. Så sejlede de til Sidon, hvor de spærrede den nordlige og vestlige havn. Sidon lå ved foden af Libanon-bjerget og blev styret af en emir, efter at kalifatet i Bagdad var gået i opløsning. Indbyggerne var hovedsageligt persere, men der boede også en del kristne. Kong Balduin kom ad landevejen. Han blev mødt af en delegation, der tilbød ham penge for ikke at angribe. Emiren havde både i 1106 og i 1110 betalt sig fra et angreb. Men denne gang afslog kongen. Han fik et belejringstårn i træ kørt frem. Det gik på hjul og var mange etager højt dækket udvendigt med dampede okseskind. Dag og nat slyngede det stene mod bymuren, der begyndte at slå sprækker. Også i havnen var der kastemaskiner, og ifølge skjalden Einar Skulasson var nordmændene med til at slynge stene ind over byen. Belejringen begyndte 17. oktober 1110; i starten af december slap maden op, og store dele af byen lå i grus. Emiren tilbød overgivelse, hvis befolkningen blev sparet og kunne forlade byen med det, de kunne slæbe med sig. Balduins politik var at bevare mest muligt af de byer, han erobrede. Han forsøgte forgæves at få folk til at bosætte sig i spøgelsesbyen Jerusalem, men ingen ville, på grund af de natlige angreb af røvere. Året før havde han erobret Beirut med hjælp fra Genova. Beiruts indbyggere havde fået en fredsaftale; men da genoveserne så muslimerne forlade byen med deres ejendele på ryggen, gik de amok, dræbte beboerne og plyndrede byen. Måske følte Sigurds mænd også, at de gik glip af noget, når Sidons indbyggere 5. december 1110 fik lov til at forlade byen med alt, de kunne få med sig. Men de 5.000 levende i Sidon vandrede uhindret ud af de fire byporte og begav sig på vej til Damaskus. Skjalden Halldor Skvaldre kvad om Sigurd:
du tog den hedenske borg med magt
og gav den væk med mildhed. 

## Konstantinopel i 1111
William af Malmesbury skrev i 1125, at kong Sigurd ændrede sine planer efter erobringen af Sidon. Måske har mandskabet følt sig snydt for krigsbytte; de sad tomhændet tilbage efter 47 dages kampe. De frankiske krøniker understreger nøje, at nordmændene ikke bad om andet end forsyninger til sig selv under belejringen. De kunne have fejret jul i Den hellige stad sammen med kong Balduin; efter sejren i Sidon kunne Sigurd have gjort karriere som en af Jerusalems ledere. I stedet sejlede de i december 1110 til Cypern, hvor de kan have fejret jul i væringernes militærbastion i Pafos. Året efter ankom de til Konstantinopel, hvor kejser Alexios 1. ikke brød sig om frankere. Kejserne i Det østromerske rige havde haft en aftale med de egyptiske fatimider om Jerusalem helt siden 1023, sådan at Gravkirken var blev genopbygget, og kejseren havde sin egen patriark i byen. Men så kom korsfarerne. De ortodokse kristne havde måttet flygte fra Jerusalem, og frankerne havde afsat patriarken. Kejser Alexios stolede derfor ikke på korsfarere som Sigurd, og han slap dem ikke ind i Konstantinopel, når de kom i større grupper, men losede dem over til den asiatiske side af Bosporus. Da Erik Ejegod ankom i 1103 med 3.000 mænd, måtte de sætte teltene op uden for bymuren. Sandsynligvis gjaldt det samme for Sigurd og hans mænd. Sagaernes skildring af deres ophold i byen er præget af vandrehistorier uden hold i virkeligheden. Sigurd får angiveligt lov til at ride ind gennem den port, som ellers kun er tilladte for kejseren. Han har skoet hesten med guldsko for at imponere. I paladset afviser Sigurd angiveligt de gaver, han tilbydes. Ifølge Morkinskinna inviterer han kejseren og kejserinden hjem. Konstantinopel mangler brænde, så Sigurd fyrer i stedet op med valnødder, hvad kejserinden beundrer ham for. I virkeligheden er det hende, der har sørget for at købe alt brænde op, for at sætte Sigurds snarrådighed på prøve. Den samme historie fortælles om Robert 1. af Normandiet, Mangold von Werd og flere andre. 
Med sine 400.000 indbyggere og relikvier som Johannes Døberens hovedskal, må Konstantinopel have virket overvældende på Sigurd og hans mænd. Dertil beretter William af Malmesbury, at de døde som fluer, da de kom til byen. Sigurd selv mente, at mændene døde af for meget drikkeri. Han blandede deres vin med vand. For at overbevise dem om skadevirkningerne af alkohol, lagde han en svinelever i vin og viste, hvordan den blev opløst i vinen. Han mente, at det samme skete med hans mænd og fik en af de døde dissekeret som bevis. Ellers har han nok optrådt som Erik Ejegod i sin tid: Forhandlet sig til en pris for sine skibe, og en sum til sine mænd, så de kunne gå ind i kejserens garde. De fleste blev i Konstantinopel; kun en lille del af følget tog med hjem til Norge. Sigurd mødte også patriarken og fik af ham en liturgisk bog med guldbogstaver. 
Ifølge William af Malmesbury fik den norske konge ikke lov til at forlade byen. Til sidst skal Sigurd have lagt en stor del af sit guld fra sig som pant for, at han vendte tilbage efter en tur uden for bymuren. I stedet skal han og en del af hans følge være flygtet og begyndt den lange hjemrejse til hest. Ifølge skjalden Halldor Skvaldre (= den snakkesalige) i kvadet Udfarerdråpa om Sigurds rejse, udmanøvrerede Sigurd herskerens onde familie. Det lyder som kejser Alexios' familie. Måske var kejseren ikke i byen, så Sigurd har måttet forhandle med hans familie, narrede dem og stak af. Måske mødte han Anna Komnena, kejserens datter, men hun omtaler ham ikke. 

## Hjemkomst og familie
Efter Sigurds hjemkomst til Norge nævnes han ikke mere i udenlandske kilder. I 1111 red han op gennem Europa. I en landsby i Schwaben blev han modtaget af fyrst Lothar, som i 1125 blev den tysk-romerske kejser Lothar 3. Midsommer fejrede han i Hedeby, hvor han mødte kong Niels af Danmark, som holdt et stort gilde for ham i Slesvig, red gennem Jylland med ham og forærede ham et fuldt udstyret skib at sejle hjem med. Kong Niels var gift med Sigurds stedmor, Margrete Fredkulla, som var enke efter Sigurds far, Magnus Barfod. Margretes søster, Kristina, var gift med storfyrst Mstislav i Novgorod; og deres datter Malmfrid blev Sigurd Jorsalfar gift med. Malmfrids søster Ingeborg af Novgorod blev gift med Knud Lavard. Sigurd blev dermed en del af en alliance, der strakte sig fra Slesvig og Danmark via Norge og Sverige helt til Novgorod og Kiev i øst. 
Vi ved ikke, hvor eller hvornår brylluppet mellem Malmfrid og kong Sigurd fandt sted, og det nævnes ikke, at Sigurd allerede var gift med Biadmuin. Malmfrid kom fra hoffet i Novgorod, en by med over 30.000 indbyggere. Oslo havde knapt 1.000. Parret fik en datter, Kristin; men vi ved ikke, hvornår hun blev født. Sigurd indførte tiende i Norge. Det var en af middelalderens største reformer i Norge; men sagaerne nævner heller ikke noget om, hvordan det foregik.  Derimod fortælles det, at Sigurds halvbror, kong Øystein, opholdt sig i Borg. Her mødte han stormanden Olav fra Dal, der overvintrede i byen med sin søn Håkon Fauk og datteren Borghild; og hende blev han betaget af, skønt han var gift. Efter at kong Øystein var rejst igen, gik rygterne om ham og Borghild. Det blev så belastende for pigen, at hun bestemte sig for at bære jernbyrd for at bevise sin uskyld. Det gjorde hun udenfor Mariakirken i Borg under tilsyn af flere præster. Med udstrakte arme bar hun det glødende jern, smeden kom med. Tre dage senere undersøgte præsterne Borghilds hænder, der var uden mærker. Hun havde dermed bevist sin uskyld og rejste glad og lettet hjem til Østfold. På den tid var kong Sigurd i Konghelle. Da han hørte om resultatet af Borghilds jernbyrd, red han på én dag, hvad der regnedes som to dagsridt. Han ankom til Dal, og gjorde Borghild til sin frille samme nat. Senere fødte hun hans eneste mandlige arving, Magnus. Borghild nævnes ikke mere i sagaerne,  men Borghilds gate i Sarpsborg har navn efter hende. 

## Tre brødre, som alle var konge af Norge
Sigurd kom hjem sommeren 1111; derefter rejste han rundt og viste splinten af Jesu kors frem. "Aldrig var det foretaget en mere ærerig færd fra Norge end Sigurds," fortæller Morkinskinna. Halvbrødrene fordelte Norge mellem sig: Øystein fik Trøndelag og Nordnorge; Sigurd Østlandet og Olav Vestlandet. Allerede i 1115 døde Olav af sygdom og blev gravlagt i Kristkirken i Trondheim ved Hellig-Olavs grav. Snorre fortæller, at de to overlevende brødre en vinter besøgte hver sin gård på Oppland, så nær ved hinanden, at de besøgte hinanden skiftevis. En aften på Øysteins gård var øllet dårligt, og mændene tav. Øystein opfordrede til spøg og sjov, men Sigurd svarede ham kort: "Snak så meget du vil, men lad mig få lov til at tie for dig." Øystein opfordrede så til en mandjævningstest dem imellem og fastslog, at deres rang, æt og ejendom var ens. Sigurd anførte, at han var den bedste svømmer, men fik til svar, at Øystein mente sig bedre til at løbe på skøjter, have et bedre udseende og være mere lovkyndig. Kong Sigurd svarede: "Det har folk sagt, at min rejse passede for en høvding, men da sad du hjemme som en datter." Kong Øystein svarede, at det var ham, der havde udstyret Sigurd til rejsen som en søster. Kong Sigurd mindede halvbroren om sine mange sejre i kamp og de kostbarheder, han kom hjem med, som man ikke havde set mage til i Norge. Kong Øystein mindede ham om, at han selv havde bygget fem kirker i Norge, en havn ved Agdenes og andet. Kong Sigurd svarede, at han havde rejst helt til Jordanfloden og svømmet over den; og i nogle buske dér havde han knyttet en knude, som Øystein enten skulle løse, eller finde sig i det, der var blevet sagt over knuden. Kong Øystein sagde, at den knude ville han ikke løse; "men jeg kunne have knyttet sådan en knude for dig, som du meget mindre kunne løse, da du kom sejlende med et eneste skib ind i min flåde, den gang du kom tilbage." Bagefter tav begge i vrede. Flere ting skete mellem halvbrødrene, hvor begge forsøgte at fremhæve sig selv over den anden; men de holdt altid fred sig imellem. 
En gang, da de besøgte det samme sted, sad Sigurd i højsædet. Øysteins dronning Ingebjørg Guttormsdatter sad også i hallen og roste ham for hans mange og store heltedåde i udlandet: "De vil længe blive husket." Sigurd skal have takket hende men en strofe:
Før bar jeg raskt det hvide skjold i bygen af sværd.
Når jeg bar det derfra, var det rødt.
Skjalden forventer, at Gud styrer. Det sikreste hug huggede jeg
for din mand i Blålandene, kvinde. Gud råder over krig og sejr. 
Kong Øystein døde pludseligt af sygdom i 1123. Sigurd var 33, da han blev enekonge over Norge. Han bragte ikke splinten af Jesu kors til Nidaros, hvor begge hans halvbrødre lå begravet, men byggede en kirke for den i Konghelle i Bohuslän, hvor han opholdt sig længe. Ved at deponere splinten i en udpost østpå, kan han have tænkt, at det ville beskytte hele landet. I Konghelle lod han også bygge et kastel af tørv og sten med et stort dige omkring. Kastellet gjorde han til bolig for en fast besætning. 

## Brev fra Cluny og krig i Småland
Peter den Ærværdige blev abbed i Cluny i 1122. Fra ham kendes et brev AD SIGIVARDVM NORICORVM REGEM - "til Sigurd, Norges konge". Snorre skriver, at Sigurd i modsætning til sin halvbror Øystein ikke var særlig boglærd; men hvis han kunne samtale på latin med kong Balduin, har han nok også kunnet læse sproget. Peter den Ærværdige var en af samtidens mægtigste skikkelser indenfor kristenheden; i nogle sammenhænge rangerede han lige under paven. Han skriver blandt andet: "Skønt Gud har sat dig under de kolde himmelstrøg i verdens udkant, har han givet dig søndenvindens varmende kraft, så du kan smelte hedenskabens og forhærdelsens frost med den varme ånde, Gud har givet dig." Sigurd fik da også indført tiende i Norge, bygget Skt. Hallvardskatedralen i Oslo, og oprettet et bispedømme i Stavanger, samt et kloster af Cluny-ordenen på Munkholmen ved Trondheim. Men Peter forventer mere: "Sådan som du tidligere på land og til havs med militærmagt har befriet kristne fra Kristi fjenders herredømme, ikke kun i dit eget land, men også i de sydligste og østligste egne" [her menes korstoget til Jerusalem] "skal du nu igen befri de kristne med en stor søstyrke." 
Det eneste, denne sætning kan henvise til, er Kalmar-ledingen, der kan tidsfæstes til sommeren 1123. Ledingen fandt nemlig sted "sommeren før det store mørke", som må henvise til solformørkelsen 11. august 1124. Snorre kalder Kalmar-ledingen "kristningen af Småland", for "de, der boede dér, holdt ikke på den kristne tro, skønt nogle havde taget ved kristendommen." Sigurd indkaldte - som eneste gang i sin regeringstid - til leding i Norge. Han skulle møde kong Niels af Danmark i Øresund og sejle derfra til Småland, men ifølge Snorre gik danskerne træt af at vente og rejste hjem. Det trak ud med at få samlet de 300 norske skibe. Sigurd blev så arrig over danskernes forsvinden, at han plyndrede flere danske områder i Skåne, før han fortsatte til Småland og hærgede dér. Befolkningen betalte 1.500 stykker kvæg til ham, et fattigt udbytte efter at have kaldt til leding langs hele den norske kyst. Snorre skriver, at smålændingene tog imod kristendommen; men det kan ikke passe, for befolkningen i Småland var for længst kristne. Nogle af Nordens ældste stenkirker findes dér, og omkring 160 runeindskrifter fra Sigurds tid beviser også, at et korstog mod Småland i 1123 var meningsløst. Men Ågrip beretter, at Konghelle var bygget som en udpost mod hedningene, og at Sigurd derfor deponerede splinten af Kristi kors netop dér. Et brev fra en flamsk præst i 1108 trygler om hjælp mod hedninge, der angreb kirker i Sachsen. Området blev kaldt Ierosalem nostra - "vort Jerusalem". Kejser Henrik 5. erklærede krig for at befri området for hedninge, og kong Niels af Danmark gav løfte om sin deltagelse. Et egentligt korstog var det ikke, da det blev initieret af kejseren og ikke af paven. Som krig blev det markedsført som "en anledning til at frelse sin sjæl", nok med tanke på, at kun paven kunne love aflad. Dog loves der i "vort Jerusalem" en rigdom af kød, honning, korn og fugle, og dyrket på den rigtige måde, kunne det give "rigdomme som ingen andre lande". Tyskerne havde omkring 950 hersket over venderne i området og rejst kirker. Senere havde venderne gjort sig fri og vendt tilbage til de gamle guder; de begyndte også at angribe kristne nabolande som Tyskland, Polen, Danmark og Sverige. I Konghelle har aristokrater og større hærgrupper holdt til; omegnen betalte en speciel krigsskat for beskyttelsen. Venderne drev udstrakt piratvirksomhed og var ved at overtage meget af handelsvirksomheden. Det var alvorligt, for Østersøen var udgangspunkt for handelsruten på floderne til Novgorod, Kiev og Konstantinopel. Vesten var afhængig af den rute, for kun få dristede sig den gang til at sejle om Gibraltar. I en oversigt over bispedømmer fra omkring 1120 fremgår det, at Øland og egnen på den anden side af Kalmarsund ikke mere hørte under ærkebispen i Lund. Nogle andre har kontrolleret disse områder, og de har ikke været kristne. Nogle skjaldevers beretter, at "Sigurd" drog med en stor søstyrke ind i Østersøen, og at han i Kalmarsund slog venderne i et slag. Man har ment, det drejede sig om Sigurd Slembe. Men måske handler versene i virkeligheden om Sigurd Jorsalfar og Kalmar-ledingen. Det ville passe med brevet fra Peter den Ærværdige, at Sigurd skulle befri de egne i Sverige, der var invaderet af hedenske vendere. 

## Sidste år
Sigurds sidste år blev svære, idet en gruppe stormænd støttede Harald Gille, der en dag sammen med sin mor havde opsøgt en nordmand på Hebriderne og påstået, at han var søn af Magnus Barfod. Harald Gille og hans mor rejste derefter til Norge og mødte Sigurd Jorsalfar, der lod Harald bevise sin afstamning ved jernbyrd - men satte som betingelse, at han skulle frasige sig retten til tronen, så længe Sigurd og sønnen Magnus var i live. Efter Sigurds død, brød Harald Gille løftet og kastede Norge ud i en borgerkrig, der varede fra 1134 til 1240.
I 1127 skiftede kong Niels af Danmark side. Han brød sit forbund med nevøen Knud Lavard, med kong Sigurd i Norge og med Sigurds og Knud Lavards svigerfar, Mstislav i Kiev. I stedet gik han i forbund med den polske kong Boleslaw og fik sin søn Magnus den Stærke gift med Boleslaws datter Richiza. Denne nye alliance forrykkede hele den politiske situation i Nordeuropa og langt ind i Rusland. Det mægtige forbund, Sigurd var blevet en del af gennem sit ægteskab med Malmfrid, var sønderbrudt.  Ifølge Morkinskinna var Sigurd og Malmfrid i Konghelle en pinsedag, sandsynligvis i 1128. De sad i den store hal sammen med hirden, præster og andre. Sigurd sad nedtrykt og så ned i bordet. Alle frygtede hans humør. Pludselig rejste han sig, greb fat i den bog, han fik af patriarken i Konstantinopel, og som skal have været den mest værdifulde af de få bøger, der fandtes i Norge. Stående med bogen i den ene hånd begyndte han at tale til forsamlingen: "Meget kan ændres i en mands levetid. Da jeg kom hjem til Norge, havde jeg to ting, der forekom mig mere værdifuldt end noget andet: Den bog, I ser her, og dronningen. Nu synes den ene værre end den anden. Jeg ejer de værste af ting. Dronningen ved ikke, hvem hun er; det er, som om gedehorn stikker ud af hendes pande. Des bedre hun forekom mig, des værre er hun for mig nu." Pludselig smed han bogen ind i ildstedet, gik hen til Malmfrid og slog hende hårdt ind i ansigtet. Mændene sprang op, kvinderne skreg og dronningen græd. Den lille mørke bondesøn Ottar Birting ragede lynhurtigt bogen ud af ilden. Han bad så kongen om at tage hans råd: "Først af alt bør du glæde dronningen, som du har ydmyget på værste vis, og så alle dine andre venner." Kongen svarede ham hånligt og hentede sit sværd. Ottar blev stående, da Sigurd slog ham med den flade side af sværdet. Så lagde han sværdet væk og satte sig. Ingen sagde noget. Til sidst tog Sigurd selv ordet, roste Ottar Birting og indsatte ham som sin lendmann som tak.  Politisk var det rigtigt nok, at Malmfrid ikke længere var til større nytte for Sigurd.

## Sindssygdom
Episoden med dronningen pinsedag var blot et eksempel på, at Sigurd var helt ude af balance. Fra psykiatrisk hold har man diskuteret, om kongen led af delirium eller bipolar affektiv sindslidelse.  Heimskringla beretter, at en gang da han var i Oppland, sad han i badekarret, da han mente, en fisk svømmede i karret hos ham: "Han kom til at grine, så han var helt fra sig, og det gentog sig senere ofte." 
En anden gang var Sigurd og Harald Gille ude og sejle med kongeskibet. I det varme solskin sprang mange af besætningen i vandet og svømmede rundt. En islænding havde sjov af at dukke de mindre dygtige svømmere under vand. Mange lo af det; men da Sigurd opdagede det, smed han tøjet, sprang i vandet, svømmede hen til islændingen og dukkede ham under. Hver gang islændingen kom op og hev efter vejret, dukkede kongen ham igen. Da sagde lendmannen Sigurd Sigurdsson: "Skal vi da lade kongen dræbe manden?" Sigurdsson sprang selv i vandet, svømmede hen til kongen og fik ham væk fra islændingen: "Lad manden være! Alle har set, at du er meget bedre til at svømme." Til det svarede kongen: "Slip mig løs! Jeg vil dræbe ham, han ville drukne vore mænd!" Lendmann Sigurd fik det forhindret, og islændingen kom fra det med livet. 
En fredag var Sigurd igen nedtrykt. Han ville have kød, selv om det var i fasten med strengt forbud mod kød. Ingen turde sige kongen imod, og der kom kød på bordet. En lille mand ved navn Aslak Hane, der havde været med til Jerusalem, sagde til kongen: "Det var ikke dette, du lovede dig selv, da du steg op fra Jordanfloden." Kongen blev siddende tavs uden at spise; til sidst bad han om, at få maden båret ud igen. Andre retter blev sat frem; kongen spiste og drak og kom i bedre humør. Aslak Hane forærede han tre gårde, "...selv om det kan synes lidt, når du befriede mig fra en så stor ulykke. En opgave, mine lendmenn skulle have udført," sagde kongen. 

## Skilsmisse og død
I en alder af 38 eller 39 skilte Sigurd sig fra Malmfrid for at gifte sig med den unge Cecilia. Ifølge Morkinskinna elskede han hende højt. Hun var en stormandsdatter, og brylluppet skulle stå i Bergen med et stort gilde. Da biskop Magne hørte om det, gik han til kongen sammen med præsten Sigurd, der fortalte om mødet. Kong Sigurd omfavnede biskop Magne og bad ham om at drikke med sig; men biskoppen spurgte, om han virkelig ville skilles fra dronningen. Sigurd bekræftede sin plan, og var ved at blive vred. Biskoppen sagde: "Nu skal jeg gøre det jeg må, og forbyde dig denne handling, på vegne af Gud, apostlen Peter og alle de hellige." Samtidig stak han halsen frem, som om han ventede at blive hugget ned af kongen. Præsten Sigurd sagde bagefter, at himlen ikke virkede større end et kalveskind i det øjeblik på grund af kongens raseri. Men Sigurd vendte sig bare om og gik ind i hallen igen. Bispen var så lettet og glad på hjemvejen, at han hilste på hvert eneste barn. I stedet rejste Sigurd til Stavanger for at fejre brylluppet der. Da byens biskop fik det at høre, spurgte han kongen, om han virkelig ville gifte sig, mens dronningen stadig var i live. Det bekræftede Sigurd, og Stavangerbiskoppen sagde: "Hvis det er sådan, herre, skal du få at se, hvor meget det samme er forbudt for mindre mænd... Nu kan du vælge at lægge store gods til dette sted og sådan bøde til Gud og mig." Sigurd svarede: "Tag du pengene, men du er helt anderledes end biskop Magne." Sandsynligvis var det også nemmere at lægge pres på Stavangers biskop; bispesædet var lige oprettet, da det ikke er nævnt i "Firenze-listen".  I "Firenze-listen" fra 1120 omtales kun tre norske bispesæder: Biargina, Oslo og Nidaros. 
I 1130 var kong Sigurd 40 år, da han blev ramt af sygdom på en rejse ved Oslofjorden. Med på turen var hans unge kone Cecilia, som allerede ville skilles fra ham. Mændene bad ham om at lade hende gå, det var kun rimeligt. Hun gik så ind til sygelejet og sagde, at det ville være bedst for dem begge, hvis hun gik. Sigurd så op på hende og sagde: "Jeg havde ikke troet, at også du kom til at forlade mig, ligesom de andre." Han vendte ryggen til, meget rød i ansigtet. Hun rejste sin vej, han blev dårligere og døde. Liget blev bragt til Oslo, den gang nogle hundrede tømmerhuse og måske 1.000 indbyggere, men med en knejsende stenkirke, Hallvardskatedralen, som Sigurd havde fået rejst og nu blev gravlagt i. Ifølge Morkinskinna og Heimskringla lå han i sydsiden ud fra koret, dvs i tværskibet, i en niche i væggen, med ansigtet vendt mod øst.  Hverken Fagrskinna eller Heimskringla omtaler Cecilia. Syv år efter at kong Sigurd var gravlagt i Hallvardskatedralen, blev den og resten af Oslo i 1137 nedbrændt af dronning Malmfrids nye mand, den danske konge Erik Emune. 

## Eftermæle
Sigurd Jorsalfar var den første konge, der drog i korstog.  Godt nok var Erik Ejegod rejst før ham; men han døde på Cypern, uden at nå frem til Det hellige land.
Den ældste norgeshistorie, forfattet af Theodoricus monachus (Tore munk) omkring 1180,  fortæller, at Sigurd efter sin jerusalemsfærd blev regnet som den fornemste af alle høvdinge, men sidenhen "var han ikke højt agtet, og nogle siger, at han mistet forstanden efter at have drukket gift." Sagaen Ågrip (fra 1180’erne) fortæller, at "kongen efterhånden knapt kunne styre sig mere, når det onde greb fat i ham".  I Morkinskinna står, at der aldrig havde været en bedre hersker i Norge end Sigurd, men mod slutningen af hans liv gik det sådan, "at han knapt klarede at styre sit sind. Han lå under for alvorlig sygdom og onde ting." 
I sit manifest skrev Anders Behring Breivik, at han har opereret på Internet under dæknavnet Sigurd Jorsalfare.  Hvis han blev regent i Norge, ville han tage navnet "Sigurd Jorsalfare 2." 